# Friederike Barth
Friederike „Pindi“ Barth, später Friederike Sievers, (* 27. April 1975 in Hamburg) ist eine ehemalige deutsche Hockeyspielerin. Sie war Weltmeisterschaftsdritte 1998.

## Sportliche Karriere
Friederike Barth war schon im Juniorenbereich erfolgreich. 1992 war sie Junioreneuropameisterin und 1993 Dritte der Juniorenweltmeisterschaften. Sie wirkte zwischen 1994 und 2008 in insgesamt 116 Länderspielen der deutschen Nationalmannschaft mit, davon zehn in der Halle.
1998 gehörte die Abwehrspielerin zum deutschen Aufgebot bei der Weltmeisterschaft in Utrecht. In der Vorrunde belegte die deutsche Mannschaft den zweiten Platz hinter den Australierinnen. Nach einer 1:6-Niederlage im Halbfinale gegen die niederländische Mannschaft bezwangen die Deutschen im Spiel um Bronze die Spanierinnen mit 3:2. Barth wirkte in allen sieben Spielen mit. Im Jahr darauf gewann sie mit der deutschen Mannschaft die Silbermedaille bei der Europameisterschaft in Köln. Im Finale unterlag das deutsche Team den Niederländerinnen mit 1:2. 
Bei den Olympischen Spielen 2000 in Sydney erreichte die deutsche Mannschaft in der Vorrunde nur den vierten Platz. Das Klassifizierungsspiel um den siebten Platz gewannen die Deutsche nach Verlängerung gegen die Südkoreanerinnen. 2003 nahm Barth noch einmal an der Europameisterschaft in Madrid teil und gewann die Bronzemedaille.
Die gebürtige Hamburgerin begann ihre Karriere beim Club an der Alster. Von 1996 bis 1999 absolvierte sie ihre Ausbildung zur Physiotherapeutin und spielte beim Club Raffelberg in Duisburg. Nach einem Jahr beim Rüsselsheimer Ruder-Klub 08 kehrte sie nach Hamburg zurück und spielte wieder beim Club an der Alster.